# Rafael Guízar Valencia
Rafael Guízar y Valencia, född 26 april 1878 i Cotija, Michoacán, Mexiko, död 6 juni 1938 i Mexico City, var en mexikansk romersk-katolsk biskop. Han helgonförklarades av påve Benedictus XVI den 15 oktober 2006.
Under mexikanska revolutionen 1910-1917 vårdade han sårade och döende.
Rafael Guizar y Valencia var en skicklig musiker som hanterade flera instrument: gitarr, mandolin, tvärflöjt, saxofon och dragspel. Under revolutionsåren räddades han ur minst en livshotande situation genom att uppträda som musiker och spela revolutionens sånger, vilket övertygade revolutionärerna om att han inte var präst.